# Jorge Fernández (escultor)
Jorge Fernández (¿?, siglo XV-Sevilla, 1535) fue un escultor del Gótico tardío que estuvo activo en Andalucía en el siglo XVI.
Fue considerado por Juan Agustín Ceán Bermúdez «uno de los mejores escultores del Reino».

## Biografía

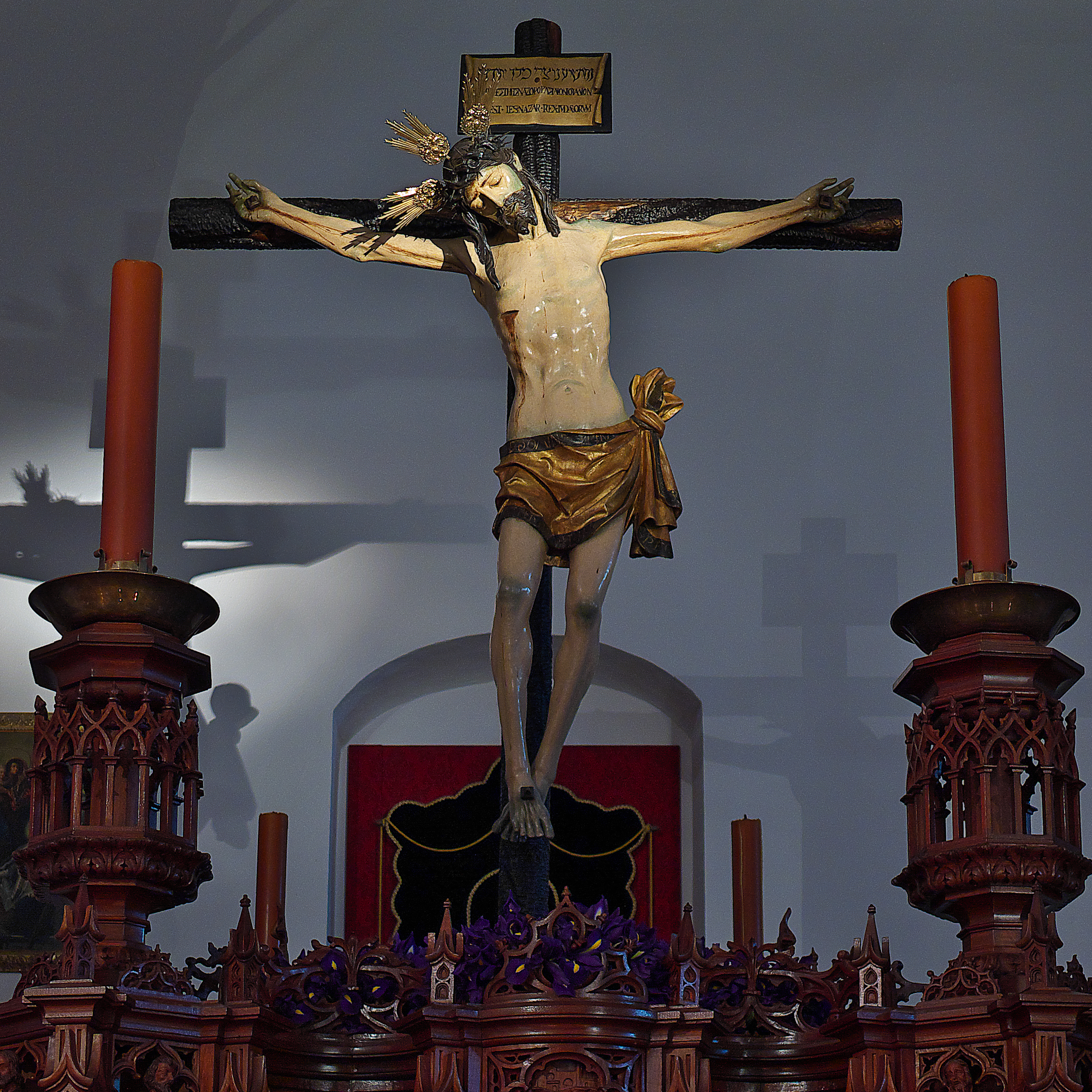
Cristo de la Amargura (1521). Carmona

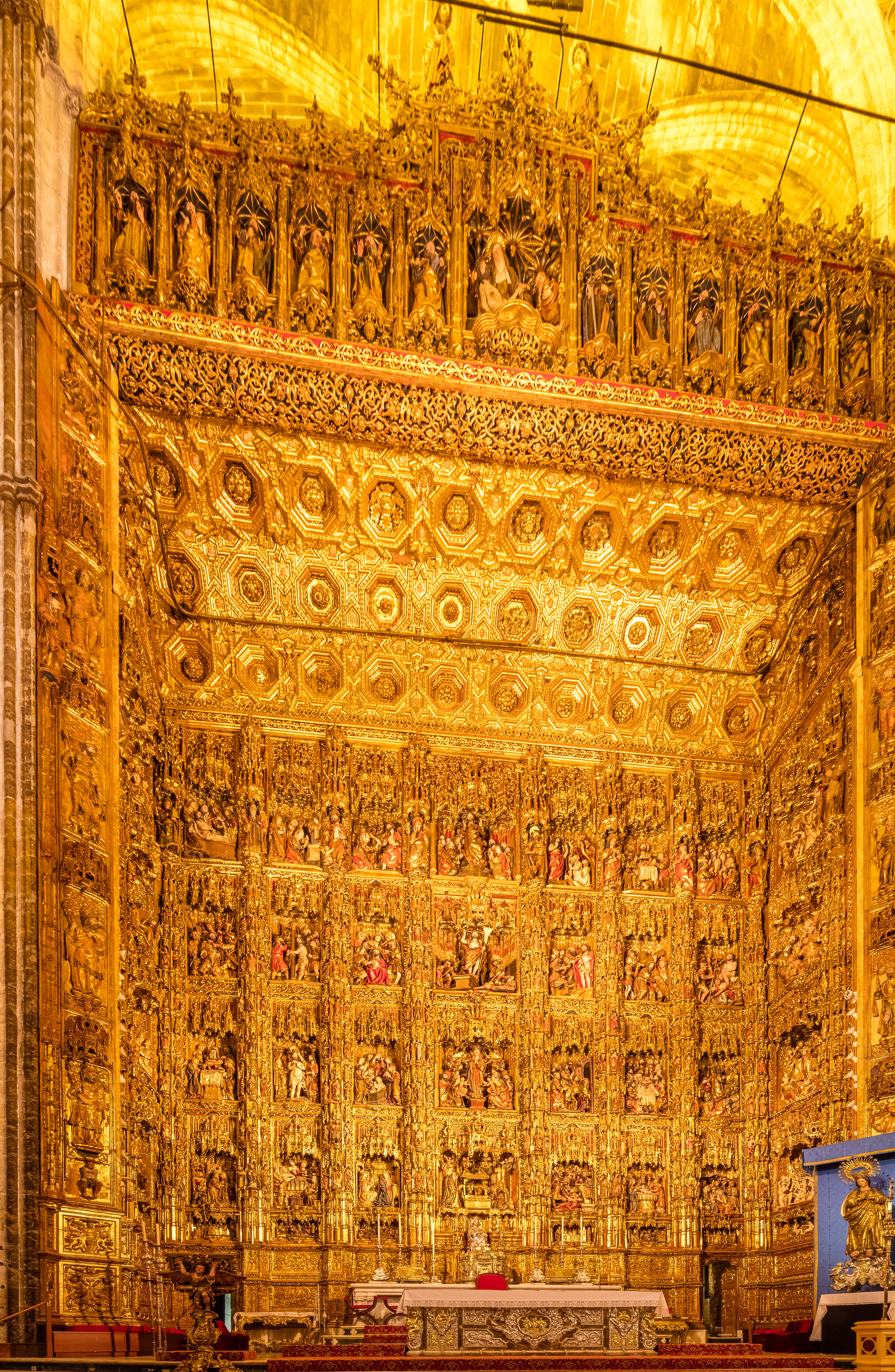
Retablo mayor de la Catedral de Sevilla. Jorge Fernández colaboró con la realización de sus imágenes.

Su padre se llamaba Gil Pérez, lo que descarta la hipótesis de que fuese hermano de Alejo Fernández. En 1504 Jorge contrajo matrimonio en Córdoba con Constancia de Heredia, aportando 10 000 maravedís en arras y recibiendo 20 000 de dote.
El cabildo de la catedral de Sevilla decidió la elaboración de una viga de imaginería el 3 de junio de 1504. Le encargó su ejecución a Jorge Fernández, siguiendo el diseño planteado por el maestre Marco. Poco después se paralizó la obra y Jorge Fernández regresó a Córdoba.
Posteriormente, continuó atendiendo el mercado cordobés y el 28 de julio de 1506 estableció una compañía laboral con Simón López "en el oficio de entallador desde hoy hasta tres años". Esta fue rescindida unilateralmente cuando se desplazó de manera definitiva a Sevilla el 26 de enero de 1508, donde permaneció hasta su muerte. Entre 1509 y 1512 esculpió la viga del crucero de la catedral, que fue pintada por Alejo Fernández. En la década de 1520, estuvo a cargo de un nutrido grupo de tallistas y ensambladores para la construcción del retablo mayor de la catedral de Sevilla.
Su primera residencia en Sevilla se la proporcionó el maestrescuela de la catedral, Jerónimo Pinelo, pero luego cambió de domicilio. El 9 de abril de 1512 arrendó casas del doctor Alfonso Caso en la collación de la Magdalena. Ese mismo año se trasladó a vivir a la calle Catalanes, donde tuvo también su taller.
Jorge Fernández y su esposa establecieron vínculos de amistad en la zona y fueron padrinos de bautismo de hijos de sevillanos de los barrios de Santa María (el de la catedral) y la Magdalena. También establecieron lazos familiares con los comerciantes flamencos afincados en Sevilla por el casamiento de su hija Catalina de Heredia con el mercero de Brujas Pablo Cuviller.
Parece que, posteriormente, residió en el barrio de Santa María. En la parroquia del Sagrario se conserva una partida de bautismo que indica que apadrinó a Melchor, hijo del cantero Antón Rodríguez, el 5 de marzo de 1515. El 3 de noviembre del mismo año fueron bautizados en esta parroquia sus hijos Diego y Sebastián.
El 14 de febrero de 1535 hizo testamento. En él figuran sus hijas, Dorotea y Catalina. En 1535, su hijo Diego había muerto, pero vivían Sebastián, que acababa de salir de la Cárcel Real, Francisco, Juan y Pedro. Los hijos usaban el apellido Heredia. Sus hijos varones también fueron escultores. Pedro de Heredia fue el más destacado de todos: terminó las alas del retablo mayor de la catedral, trabajará en piezas con destino a América y, a partir de 1561, examinará como alcalde del gremio a los escultores que se desplazaban a Sevilla.
Jorge Fernández falleció en 1535, dejando sin terminar un trabajo en la Iglesia de Santiago de Jerez de la Frontera. Este encargo consistía en las imágenes de un retablo, cuya talla había sido encargada a la familia de los Ortega.

## Obra

### Obra documentada
- 1504. Retablo mayor de la Iglesia de San Nicolás de la Villa de Córdoba. El retablo fue sustituido en 1720 y en 1801 se sustituyeron las imágenes del mismo.[7]
- 1508-1525. Imágenes del retablo mayor de la Catedral de Sevilla.[1]
- 1509-1513. Cimborrio de la Catedral de Sevilla.[1]
- 1510. Trabajos para el Monasterio de San Jerónimo de Baeza. Se desconoce de qué trabajos se trataba y dónde se encuentran.[8]
- 1513. Nacimiento. Monasterio de Santo Domingo de Écija. Del Nacimiento original solo se conserva la imagen de San José.[9]
- 1515. Crucifijo para Pedro Ramírez, vecino de Guadalcanal. Obra en paradero desconocido.[10]
- 1516. Virgen para el pintor Pedro de Cristo, vecino de Granada. Consta que no la había podido ejecutar porque debía hacerse en madera de nogal y no la había encontrado en la comarca. Se desconoce si finalmente la realizó.[10]
- 1521. Imágenes y tallas para el Monasterio de San Pablo de Córdoba. Perdidas.[10]
- 1521. Cristo de la Amargura. Iglesia de San Felipe de Carmona. Titular de una cofradía de penitencia.[11]
- 1521. Virgen con el Niño para un vecino de Medellín. Obra en paradero desconocido.[12]
- 1523.Cristo de la Viga con la Virgen María y San Juan. Iglesia de Nuestra Señora de la Oliva. Lebrija.[13]

### Atribuciones

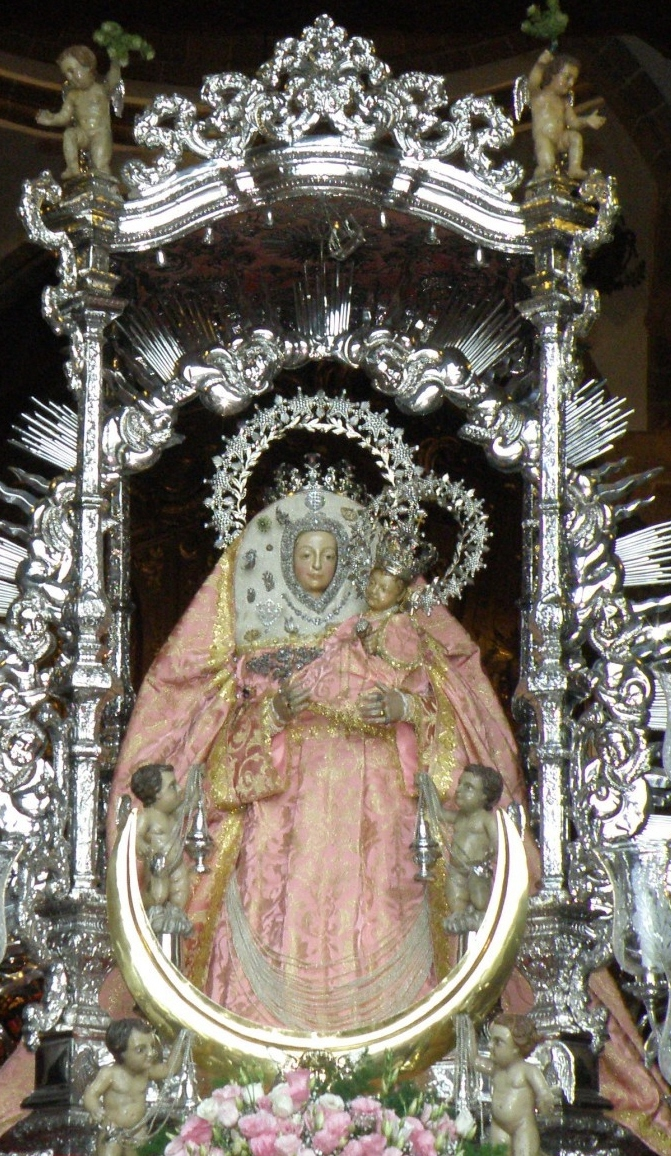
La Virgen del Pino, Patrona de la Diócesis de Canarias (provincia de Las Palmas), es una de las obras atribuidas a Jorge Fernández.

- Imágenes del retablo mayor de la Iglesia de San Andrés. Espejo.[14]
- Imágenes del retablo mayor de la Iglesia de Villasana de Mena. Destruidas en 1936.[14]
- Retablo mayor de la Iglesia de San Juan Bautista de Marchena.[15]
- Nacimiento. Iglesia de San Pedro y San Pablo de Puerto Moral.[16]
- Virgen del Pino. Basílica de Nuestra Señora del Pino, Teror, Gran Canaria.[17]
- Virgen de la Bella. Iglesia de Santo Domingo de Guzmán de Lepe[18]
- Inmaculada. Fundación Gómez-Moreno. Madrid.[18]
- Santa María la Mayor. Iglesia de Santa María la Mayor de Pilas.[19]
- Cristo del Perdón. Iglesia de Nuestra Señora de la Granada. La Puebla del Río.[20]
- Cristo del Perdón. Iglesia de Santa Catalina. Fregenal de la Sierra.[21]
- Cristo del Perdón. Iglesia de Nuestra Señora de la Asunción. Alcalá del Río.[18]
- Crucificado. Convento de la Inmaculada Concepción. Jaén.[16]
- Crucificado. Capilla de la Concepción Grande o de San Pablo. Catedral de Sevilla.[22]
- Cristo de la Antigua. Ermita del Santo Cristo de la Antigua. Espera.[23]
- Virgen denominada "la Porterita". Convento de la Encarnación. Sevilla.[24]
- Virgen Dolorosa. Museo de Bellas Artes de Sevilla.[24]
- Grupo escultórico de la Quinta Angustia. Iglesia de Nuestra Señora del Carmen. Écija.[25]
- Santísimo Cristo de La Laguna. Real Santuario del Santísimo Cristo de La Laguna, San Cristóbal de La Laguna, Tenerife. Durante algún tiempo algunos investigadores atribuyeron la imagen a Jorge Fernández.[26] Si bien en 1999, tras las investigaciones del profesor de la Universidad de La Laguna, Francisco Galante Gómez[27] se ha podido saber que es una talla esculpida por el escultor flamenco Louis Van Der Vule.[27]